# Bernardyna Maria Jabłońska

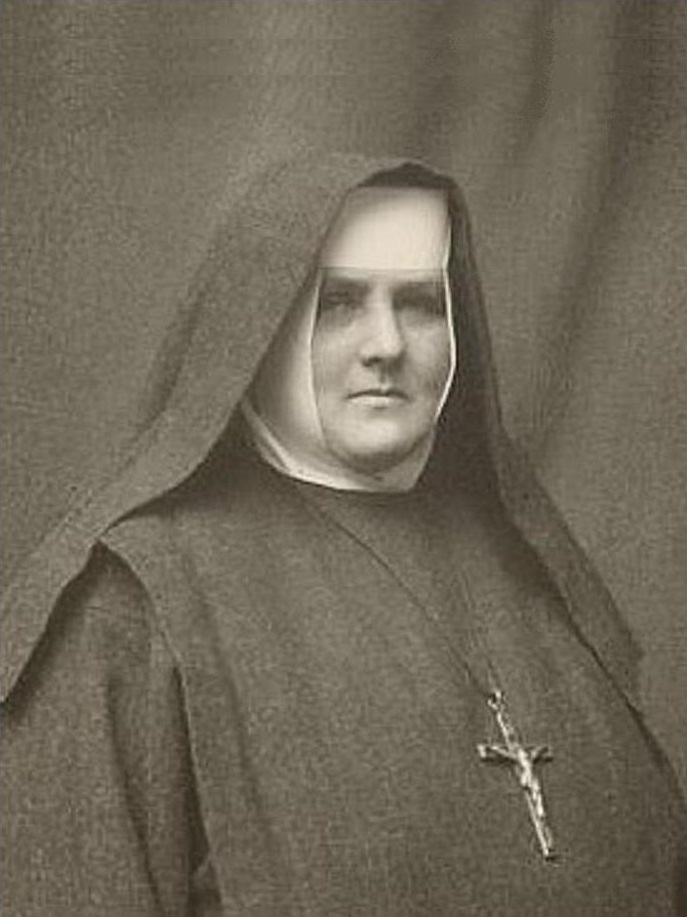
Bernardyna Maria Jabłońska (1878–1940)

Bernardyna Maria Jabłońska (* 5. August 1878 in Pizuny; † 23. September 1940 in Krakau, Polen) war eine römisch-katholische Ordensfrau und Mitgründerin der Kongregation der Albertiner-Schwestern, Dienerinnen der Armen. In der katholischen Kirche wird sie als Selige verehrt.

## Leben
Maria Jabłońska wurde am 5. August 1878 geboren. Ihre Eltern Grzegorz und Maria waren frommer Bauern und hatten vier Kinder. Am Tag nach ihrer Geburt wurde sie in der Kirche von Lipsk getauft. Sie wuchs in einer ländlichen Atmosphäre auf und entwickelte ein lebhaftes Gemüt.
Da die Schule von ihrem Haus weit entfernt lag, erhielt sie Unterricht von einem Privatlehrer. Dieser wusste Maria aber nicht zu bändigen. Deswegen wurde sie entfernten Verwandten gegeben, wo sie einen nur bruchstückhaften Unterricht erhielt. So lernte Maria lediglich lesen und etwas schreiben.
Der Tod der Mutter unterbrach Marias glückliche Kindheit abrupt, als sie 15 Jahre alt war, und gab ihrem Leben eine völlige Wende. Dieses Ereignis bezeichnete Maria später selbst als ihre Bekehrung. Ihre Mutter war tief religiös und hatte großen Einfluss auf die Tochter. Von ihrer Mutter übernahm Maria vor allem die Verehrung der Eucharistie und die kindliche Liebe zur Gottesmutter. Maria betete viel und las viel, vor allem Biografien von Heiligen. Auf diese Weise erkannte sie ihre eigene Berufung zum Ordensleben und lehnte einen Heiratsantrag ab.
Am 13. Juli 1896 begegnete sie in Horyniec zum ersten Mal Bruder Albert Chmielowski und bat ihn, sie in die von ihm 1891 gegründete Gemeinschaft der Dienerinnen der Armen aufzunehmen, die sie zunächst für einen monastischen, kontemplativen Orden hielt. Am 13. August desselben Jahres ging Maria nach Brusno in ein abgelegenes Haus der Schwestern. Bei ihrem Eintritt bildeten die Schwester noch keine anerkannte Kongregation. Sie trugen zwar ein leinenes Ordensgewand und folgten einem von Gebet und Meditation geprägten Tagesablauf, waren aber nicht an Gelübde gebunden. Zu diesem Zeitpunkt galten sie noch als private karitative Institution.
Nach zehn Monaten Postulat empfing Maria am 3. Juni 1897 zusammen mit sechs weiteren Postulantinnen das Ordenskleid und wählte den Namen Bernhardyna. Gleichzeitig legte sie das Gelübde als Terziarin ab. Danach wurde die junge Schwester in das Hospiz der Obdachlosen nach Krakau geschickt, wo sie der extremen materiellen und moralischen Not der Armen, Kranken und Bedürftigen begegnete. Da sie bisher ein Leben der Stille und des Gebets führte, war sie von der Not dermaßen erschüttert, dass sie unverzüglich aufgeben wollte.
Bruder Albert erklärte ihr, dass ihre Tätigkeit unter den Bedürftigen zwar eine sehr schwierige, aber faszinierende Form der Liebe sei, die ein Höchstmaß an Heiligkeit in Aussicht stellte. Am Karsamstag 1899, als Bernardyna kurz davor war, das Ordensleben aufzugeben, gelang es Bruder Albert durch weise Worte Bernardyna zu leiten. Von diesem Augenblick an schwanden alle Zweifel und sie konnte ihr Versprechen halten. Ihr gelang es, ihre karitativen Aufgaben mit Hilfe einer mystischen Kontemplation auszuführen.
Bruder Albert ernannte Bernardyna 1899 zur Oberin des Hauses in Krakau und am 7. April 1902, im Alter von erst 24 Jahren, zur Generaloberin der noch entstehenden Gemeinschaft. Damit übernahm sie die Leitung von sechs Häusern für die Armen, in denen 30 Schwestern arbeiteten.
Schwester Bernhardyna führte die Gemeinschaft bis zu dessen Tod am 25. Dezember 1916 an der Seite von Bruder Albert. Die Zeit des Ersten Weltkrieges war eine ziemlich schwierige Zeit. Die Gesellschaft war aufgrund des Krieges verarmt, es gab viele Obdachlose, Invaliden und Waisen. Um all diese schwierigen Aufgabe musste sich Bernardyna nun kümmern und das Charisma des Gründers in der Gemeinschaft lebendig halten.
Bruder Albert hatte der Gemeinschaft weder schriftliche Konstitutionen hinterlassen, noch gab es eine schriftliche Anerkennung seitens der kirchlichen Behörden. Als Schwester Bernhardyna auf dem ersten Kapitel der Gemeinschaft am 9. Februar 1922 von ihren Mitschwestern einstimmig wieder zur Generaloberin gewählt wurde, machte sie sich sofort an die Ausarbeitung der Konstitutionen. Nachts arbeitete sie, betete und schrieb auf den Knien, während sie sich tagsüber um die Schwestern und die Armen kümmerte.
Am 19. Juni 1926 erhielt die Kongregation der Schwestern vom Dritten Orden des hl. Franziskus, Dienerinnen der Armen die erste diözesane Approbation. Am 25. Dezember 1927 legte Schwester Bernhardyna gemeinsam mit 33 Gefährtinnen die einfachen Ordensgelübde ab und drei Jahre später, am 25. Dezember 1930, die ewigen Gelübde.

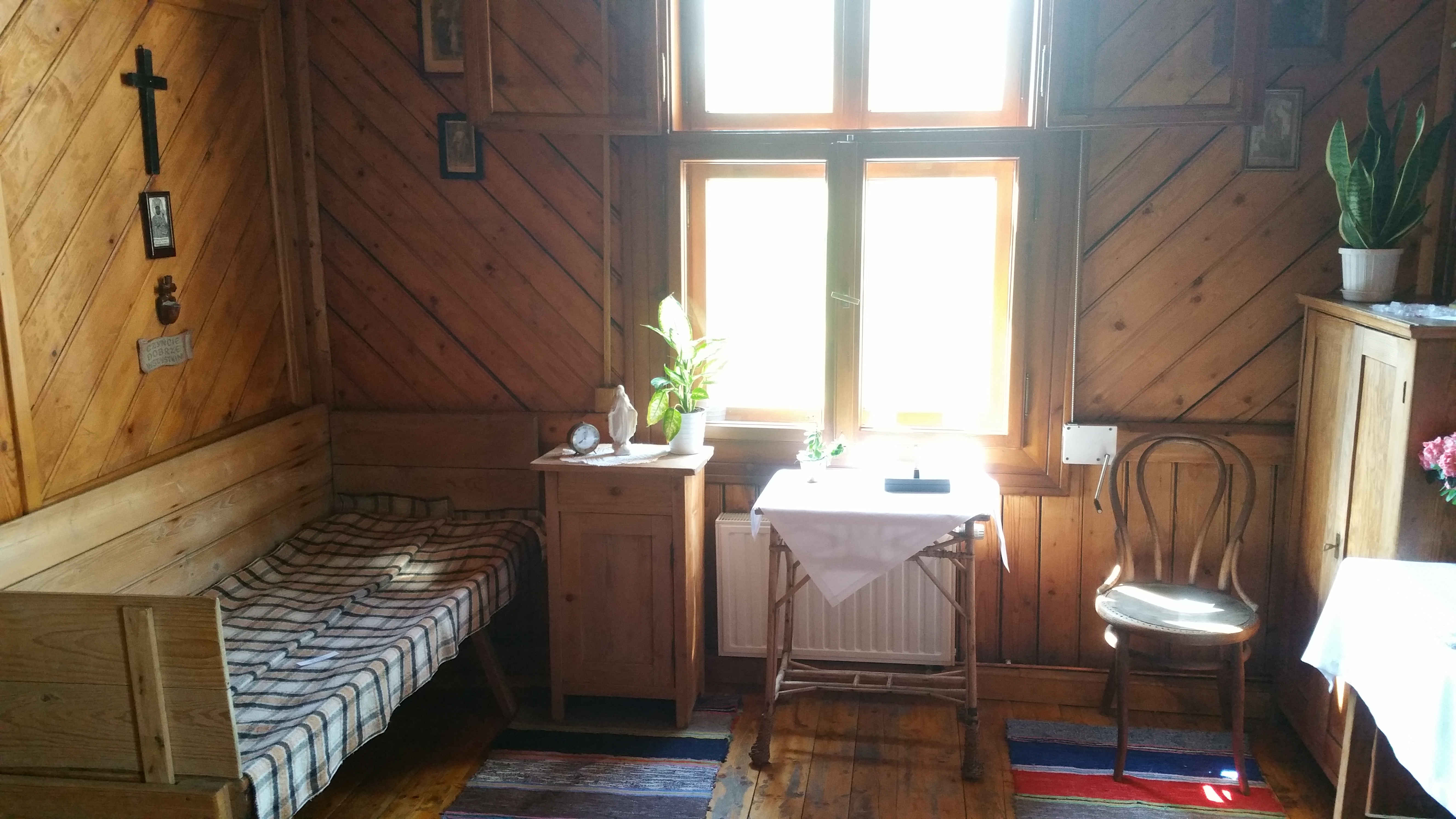
Sterbezimmer der seligen Bernardyna im Mutterhaus der Kongregation

Am Ende ihres Lebens voller Aufopferung für die Armen und ihre Mitschwestern, war ihr Körper mit eitrigen Geschwüren übersät, die bis zu den Knochen reichten. Sr. Bernhardina starb am 23. September 1940 und wurde auf dem Friedhof Rakowicki in Krakau begraben. Ihr Vermächtnis an die Schwestern lautete: „Tut allen Gutes!“ Zum Zeitpunkt ihres Todes zählte die Kongregation 500 Schwestern in 56 Niederlassungen.

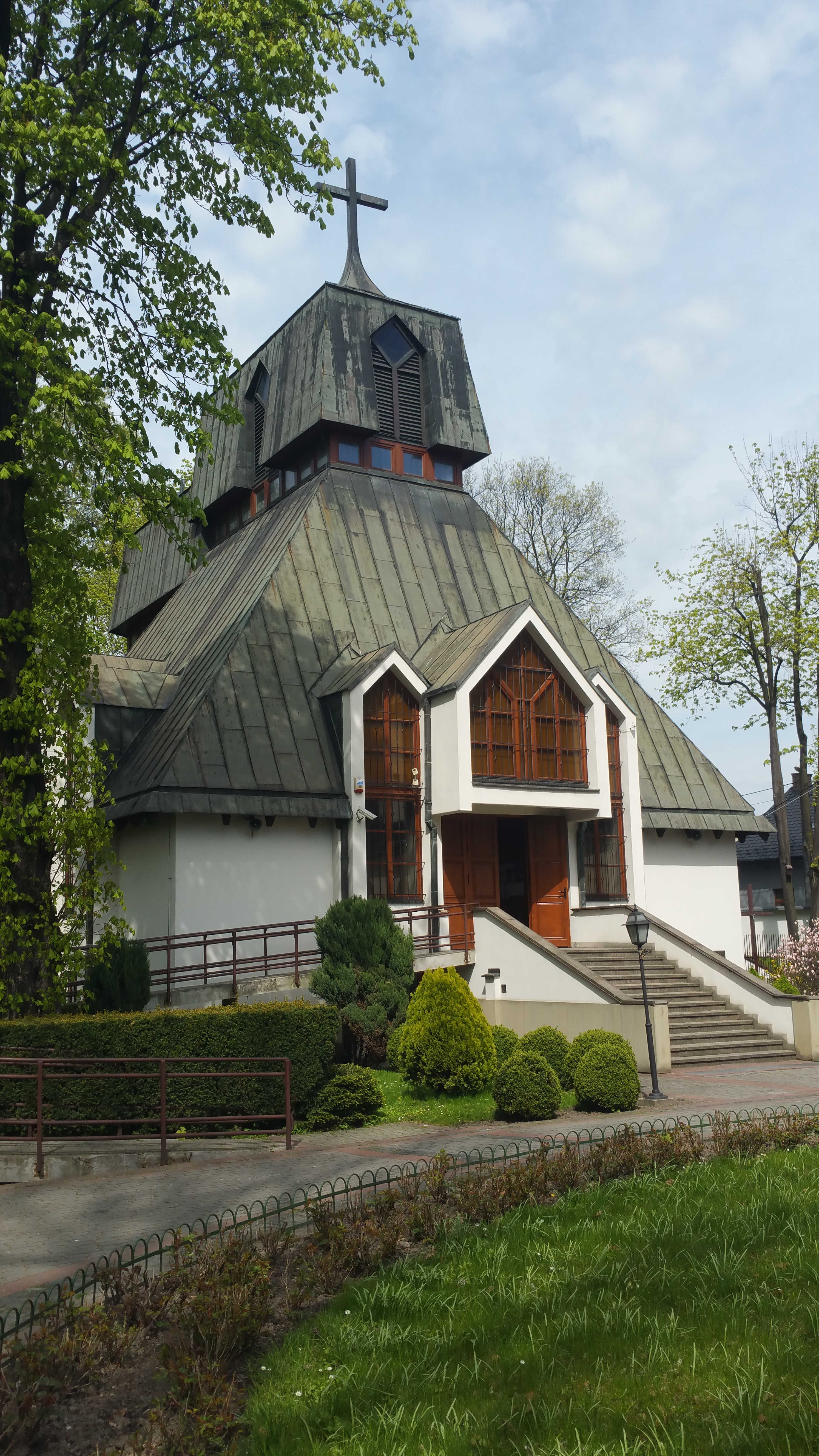
Kirche des Sanktuariums Ecce Homo am Mutterhaus der Kongregation

Im Jahr 1984 wurden ihre sterblichen Überreste in die Kirche Ecce Homo des Mutterhauses überführt, wo sich heute auch die Reliquien von Bruder Albert befinden.

## Seligsprechung
Papst Johannes Paul II. sprach Bernardyna Jabłońska am 6. Juni 1997 bei einer Messe in Zakopane selig. Ihre Reliquien befinden sich im Sanktuarium Ecce Homo in Krakau, neben dem Grab des heiligen Bruder Albert Chmielowski.

## Gedenktag
Ihr Gedenktag in der Liturgie der Kirche ist ihr Todestag, der 23. September.